# Дискит-Гомпа
Дискит-Гомпа или монастырь Дискит — старейший и крупнейший буддийский монастырь (класса гомпа) в Нубрской долине, Ладакх, северная Индия.
Он относится к школе Гелуг тибетского буддизма. Гомпа основана Чхангзем Цераб Зангпо, учеником Цонгкхапы, основателя Гелуг. Монастырь был первоначально подчинён Тикси-Гомпа.
Храм Лачунг и Хундур-Гомпа расположены недалеко, последняя — ниже по дороге через мост. В монастыре статуя Майтрейя в молитвенном зале, огромный молитвенный барабан и изображения защитников учения. Выпуклый купол монастыря покрыт изображениями фресок из Ташилунпо в Тибете.
Руководство монастыря с помощью неправительственной организации (НПО) «Tibet Support Group» (Группа поддержки Тибета) организовало школу, закупила компьютеры и пригласила англоязычных учителей для обучения детей.
Популярный праздник Досмочхе или «Праздник козла отпущения» проходит в монастыре в феврале, но из-за частых снегопадов на него трудно попасть даже из Леха, поэтому его посещают в основном жители Нубрской долины.

## История

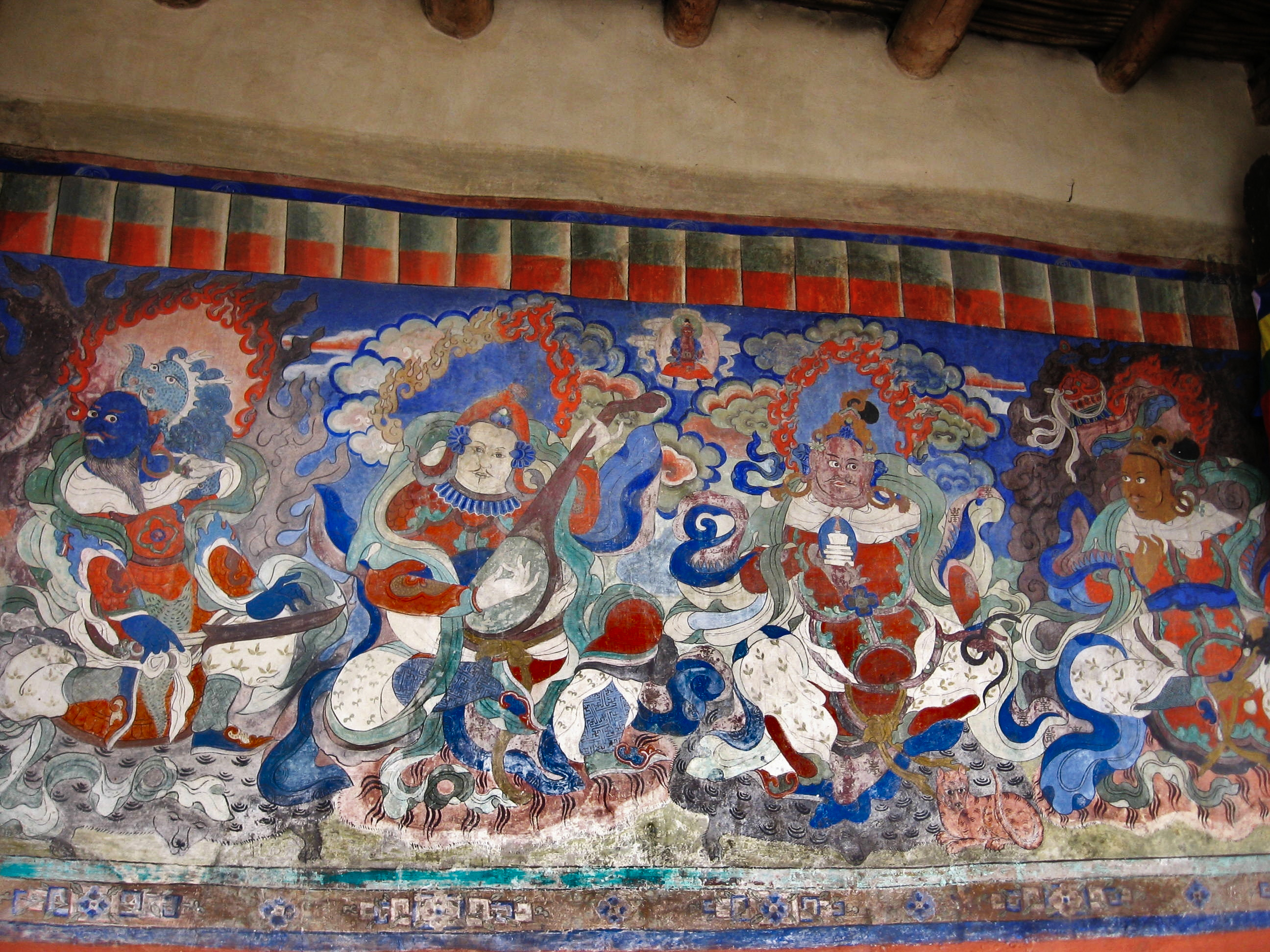
Обновлённые фрески: Четыре Небесных Царя напротив молитвенного зала (2009). На фотографии лестницы внизу статьи можно видеть эти же фрески в прежнем состоянии (2004)

Монастырь основал Чхангзем Цераб Зангпо в XIV веке. В Ладакхе правил царь Драспа Бумде (grags pa ‘bum lde) (1400—1440 гг) и его брат, который безуспешно посягал на Нубрскую долину, где царствовал местный правитель Ньигма Драспа (nyig ma grags pa), который обратился к монахам гелугпы, чтобы построить монастырь и привезти статую Цонгкхапы в Ладакх. В правление царя Лодрос Чхогдана (blogros chog ldan) (1440—1470 гг) правившего в западном Тибете, Панчен Лхацун — уроженец Нубрской долины — учившийся на Тибете и ставший регентом Ташилунпо и наконец вернулся в Нубру. Его мощи захоронили в Чарасе. В 1500 г., Ладакхом стал править Тращис Намгьял (bkra shis rnam rgyal), отразивший вторжение Мирзы Хайдера из Центральной Азии, и, после продолжительной борьбы, соединил Нубру с Ладакхом. Но даже тогда в Дискит и Хундаре оставались местные князья. Шииты-мусульмане стали селиться в долине с тех пор. Тращис Намгьял умер, унаследовал правление  сын Тхеванг Намгьял (tshedbang rnam rgyal), правивший Ладакхом с 1530 г. и расширивший царство. В то время нубрцы стали сильно влиять на него и предупреждали от вторжений в Хор в Уйгурии, так как торговля с Яркендом была для Нубры важнее. В правление Джамсванг Намгьяла (jams dbang rnam rgyal) летописи отмечают регулярность поступлений дани царю от Нубрской долины. Царь Деидане Намгьяле (Bde-‘Idan rnam-rgyal) (1620 - 1945 гг) был разгромлен Балтистан и отражены Моголы. Царь был религиозен и поставил камни с написанными на них мантрой «Ом Мани Падме Хум» по всему царству. Монахи занимались начиткой Мани-тунг Чхур в Нубрской долине и других землях. В середине XVIII века, Цхеванг Намгьял (tshe dbang rnam rgyal) передал монастырь Дискит Ринпоче Тикси-Гомпы и это правило действует и теперь. С тех пор, Дискит — подчинённый Тикси монастырь.

## География

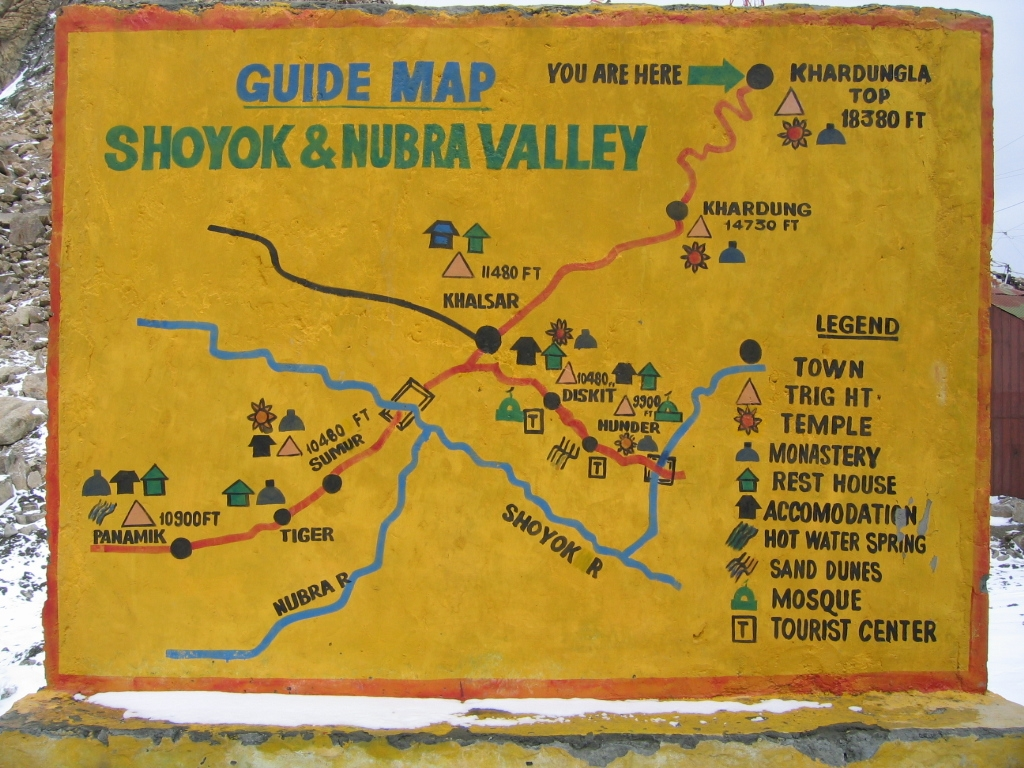
Дискит и Кхардонг Ла в Нубрской долине

Монастырь Дискит стоит на холме, чуть выше поймы Шайока, на его правом берегу на высоте 3144 метра над уровнем моря. Река Нубра является притоком Шайока и течёт параллельно Инду по северной стороне Ладакхского кряжа. Долина относительно невысокая, поэтому в ней мягкий климат. В долине пышная растительность, и её прозвали «Сад Ладакха». Долина была когда-то частью караванного пути между Тибетом и Китаем. В долине обитает верблюд-бактриан. Она лежит за Лехом, перед перевалом Кхардунг Ла. Зимой частые снегопады практически изолируют Нубру от остального мира и Дискит становится настоящей столицей изолированной долины, поэтому все правительственные учреждения собраны в Диските.

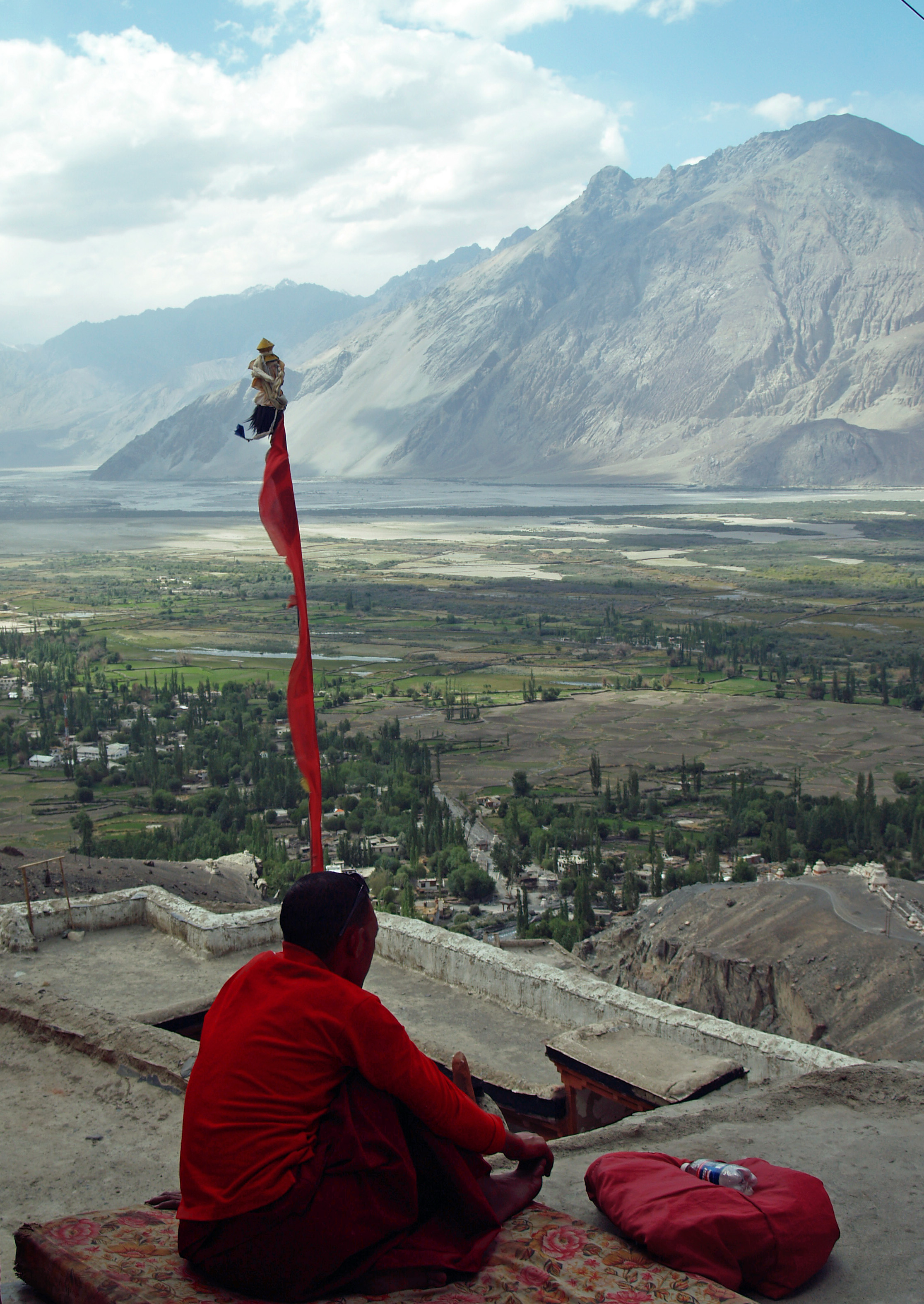
Монах медитирует на террасе монастыря, Нубрская Долина и Дискит видны внизу

От деревни к монастырю ведёт дорога, которая пересекает поток через мост, дорога пыльная и неровная. В деревню можно добраться из Леха через Кхардунский перевал. С октября по май движение по дороге затруднено из-за снега и оползней. Это одна из самых высоких автомобильных дорог в мире. Дорога из Леха ведёт в Южный Пуллу (армейский лагерь), затем к Кхардунг Ла (5602 м), проходит Северный Пуллу (иностранцы отмечаются там у пограничников), и движется к деревне Кхардунг, и далее к деревне Кхалсар, где дорога разветвляется. Левая ветвь идёт к Кхалсару, Дискиту и Хундеру, а правая ветвь идёт к Сумуру и Панамику. От Леха до Дискита 150 км по дороге, которая находится в ведении Индийской Армии.

## Структура

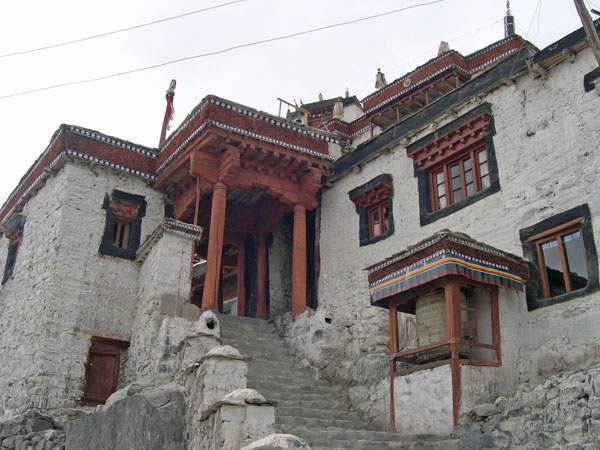
На подходе к монастырю

Дискит стоит недалеко от дороги, которая связывает Патхапур и Тхос. К монастырю ведёт неровная и пыльная дорога, которая подводит к лестнице, ведущей к молитвенному залу. Статуя Майтреи стоит в зале, там же расположен огромный молитвенный барабан. На втором этаже залы с гневными божествами и защитниками учения.
Купол монастыря покрыт фресками из Ташилунпо. В монастыре несколько храмов и библиотека тибетских и монгольских текстов. Дискит упомянут в монгольских сказаниях: якобы в монастыре завёлся злой антибуддийский демон, его били на земле близ монастыря, но он оживал несколько раз. Говорят, морщинистая голова и руки демона теперь лежат в закрытом зале монастыря под защитой Драхармапал. Lonely Planet сообщает о «славном» виде на долину с крыши монастыря.
Верховный Лама долины Нубра или пхотонг живёт в своей резиденции у подножья холма, рядом с большой статуей Майтреи.
Верхняя часть монастыря в хорошем состоянии, но Дукханг («главный молитвенный зал») и Зимччхунгх сохранился плохо. Картины покрыты слоем сажи и изображения в полном беспорядке. Старая часть монастыря стала трескаться и пока на это не обращают внимания.
Храм Лачхунг, находится выше монастыря, там расположена статуя Чжэ Цонгкхапа, вокруг которой ламы совершают обход в высоках жёлтых шапках.
Школа
В монастыре живёт около 100 монахов и открыта школа. В школе учатся тибетские дети. В школе стали преподавать западные науки и провели ремонт, 'Tibet Support Group' (неправительственная организация) обеспечила школе компьютеры. Были организованы курсы для монахов на которых их обучили английскому языку и обращению с компьютером,7 в свою очередь монахи будут учить детей. В школьную библиотеку поставляются учебники, словари, энциклопедии, книги на английском.

## Праздник

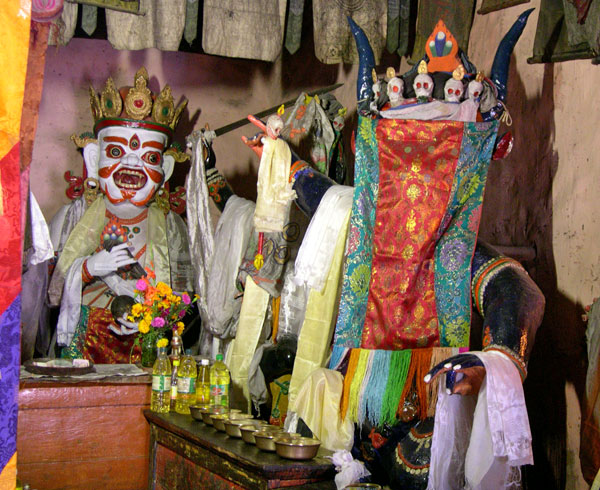
Маски Защищающих божеств, к ним прикасаются только во время праздника.

Десмочххей или Досмочхе, называемый «Праздник козла отпущения» популярный праздник справляемый в Диските и Ликире в Лехе. В феврале долина бывает отрезана снегопадами, и жители собираются в Диските, чтобы увидеть танцы монахов. Ламы танцуют в масках и изображают победу над злом. Считается, что танцы помогают избежать несчастий в Новом году (Тибетский новый Год празднуется в Декабре/Январе). Жители лепят из теста и бросают их в воздух, на счастье. Драпировки, покрывающие головы божеств убираются в это время.